# Cause di non punibilità
Le cause di non punibilità sono le cause che neutralizzano o rendono non applicabile la sanzione associata a un precetto o norma penale; nel diritto penale italiano sono previste dall'articolo 384 del codice penale. 
Il concetto di punibilità costituisce il problema centrale di chi si interroga sugli elementi costitutivi della norma penale e più in genere della norma punitiva. 
La disposizione punitiva è tale se contiene precetto e sanzione (si dicono infatti "imperfette" le disposizioni punitive prive di sanzione). Dalla sanzione discende infatti l'effetto punitivo. Ne consegue che la norma punitiva prevede una condotta caratterizzata dalla punibilità.
La norma penale è norma punitiva per eccellenza sicché si può sostenere che la punibilità è una caratteristica intrinseca della norma penale.

## Elementi del reato e punibilità
Sono le cause che escludono la sussistenza del fatto, dell'antigiuridicità, della colpevolezza.
Fanno parte dell'elemento oggettivo del reato:
- l'azione/omissione (la condotta);
- l'evento;
- il nesso di causalità;
- l'antigiuridicità;

Su questa base oggettiva si fonda la colpevolezza nella triplice forma del 
- Dolo,
- Colpa,
- Preterintenzione.

Che si utilizzi la sintetica teoria della bipartizione, ovvero che si usi la analitica quadripartizione (Marinucci-Dolcini), il risultato non cambia: le cause di non punibilità, definite come sopra, fanno venir meno uno degli elementi adesso menzionati. 
Tuttavia, l'inquadramento nelle diverse teorie è causa di dibattito per alcune fattispecie di esclusione della punibilità che colpiscono l'elemento oggettivo (antigiuridicità, qualità dell'agente), ma che possono atteggiarsi come negativi dell'elemento soggettivo. A titolo d'esempio può citarsi l'art.54, da taluni ritenuto causa di esclusione della colpevolezza, da altri causa di giustificazione (esclusione dell'antigiuridicità).

## Le cause che escludono o neutralizzano la pena
La dottrina si chiede quali siano le cause che escludano o che neutralizzino la pena e se incidano sul reato o elementi ad esso estranei. 
Posto ciò, si intende per punibilità il presupposto per l'irrogazione della sanzione.
Perché sussista, può essere necessario il verificarsi di condizioni
- intrinseche perché il reato sia integrato in tutti i suoi effetti
- estrinseche o ulteriori rispetto al reato (che invece risulta perfetto in tutti i suoi elementi).

La definizione della punibilità quale presupposto per l'irrogazione della sanzione raccoglie consenso presso tutte le dottrine del reato, ed è punto d'incontro nelle diverse teorie generali del reato (Teoria bipartita, Teoria tripartita, Teoria quadripartita, Teoria quadripartita avanzata).
A partire dalla esposta duplice accezione del concetto di punibilità, problemi sorgono al momento dell'inquadramento logico di questo elemento nella teoria generale del reato.
Ci si chiede infatti se la punibilità
- intervenga dopo la consumazione del reato (Cause di non punibilità in senso lato: es. amnistia)

oppure sia
- elemento costitutivo del reato come realtà ontologico-formale e quindi intrinseco al reato.

Secondo la tradizionale teoria bipartita del reato, le cause di non punibilità possono attingere all'elemento oggettivo o all'elemento soggettivo del reato, e possono riguardare il fatto, l'antigiuridicità, la colpevolezza. Aderendo alla teoria per la quale la punibilità è un elemento costitutivo del reato, le cause di non punibilità sono le cause che fanno venire meno uno degli elementi costituivi del reato, ovvero ne neutralizzano gli effetti (Cause di non punibilità in senso stretto: es. cause di giustificazione). 
Di particolare rilievo è la tendenza registrata nei periodi più recenti, per la quale il legislatore, sull'onda dell'emergenza, tende sempre di più a fare uso della "non punibilità" per garantire a taluni soggetti una condizione di privilegio, giustificato dal contributo processuale o patrimoniale di soggetti altrimenti punibili (amnistie, pentitismo, indulgenzialismo fiscale).

## Cause di esclusione del fatto tipico

### Cause interruttive del nesso causale
Sul piano delle cause di non punibilità in senso stretto troviamo la problematica della interruzione del nesso di causalità (art. 40 1ºco. c.p.) e della esclusione dello stesso.
Sono note le diverse teorie che si contendono il campo:
- teoria condizionalistica pura (condicio sine qua non)
- teoria della causalità adeguata, e quale correttivo la
  - teoria della causalità umana.

La giurisprudenza affronta il tema della causalità sotto prospettive differenti e variegate, così pervenendo a soluzioni differenti.
Ad esempio, per taluni sono problemi legati alla causalità quelli del caso fortuito e della forza maggiore. 
La giurisprudenza dominante, spesso fondando i suoi assunti sul principio condizionalistico, sostiene che il caso fortuito escluda la colpevolezza.
Dottrina autorevole, d'altra parte, fondando i propri assunti su una lettura costituzionalmente orientata alle norme che affonda le radici nella teoria condizionalistica temperata dal criterio dell'adeguatezza, sostiene che il fortuito faccia venir meno la punibilità sul piano della causalità. Sicché il fatto non sarebbe integrato già sul piano oggettivo.

### Cause di esclusione della suitas
Come noto, si intende per suitas della condotta la coscienza e volontà del fatto ex art.42 1 co. c.p., intesa nel senso di attribuibilità della stessa all'autore.
La stessa può mancare ove una forza maggiore abbia costretto l'autore od ove il caso fortuito non ne consenta la sussistenza. 
Il caso fortuito è un evento che il soggetto agente non avrebbe potuto prevedere, e che quindi da solo è risultato idoneo a provocare il danno.
Si pensi a un'auto in corsa su un'autostrada, a velocità sostenuta. Un piccione si schianta contro il parabrezza causando una impulsiva sterzata del conducente con lesioni al conducente di un'altra utilitaria. 
In questo caso sarà praticamente logico che l'evento, di per sé esterno dalla volontà dell'agente (il conduttore), escluderà il nesso di causalità e quindi escluderà la sua colpevolezza.
Alle cause di esclusione della suitas possono essere altresì ascritte:
- forza maggiore;
- caso fortuito;
- costringimento fisico.

Tuttavia, alcuni autori inseriscono il caso fortuito nell'ambito dell'interruzione nel nesso causale; tuttavia la dottrina più autorevole (Padovani) ascrive il caso fortuito tra le cause di esclusione della suitas.

## Le cause di giustificazione
Le cause di giustificazione escludono l'offesa ovvero l'antigiuridicità, e tolgono tipicità al fatto scriminato, sicché il reato non è integrato sul piano oggettivo.
Taluni contestano l'impostazione ora indicata talvolta drammaticamente, sostenendo agnosticamente la mancanza del requisito dell'offensività nel nostro diritto penale. Ritenendo così assente l'offesa dal quadro degli elementi costituitivi del reato essi finiscono per estendere l'ambito dell'antigiuridicità e della colpevolezza.
Alle ipotesi di parte generale previste dagli artt. 50-54 c.p. si affiancano talune ipotesi di non punibilità previste dalla parte speciale.
Si tratta di cause che rendono il fatto non conforme alla fattispecie incriminatrice sulla base di una valutazione che tiene conto anche dei principi che ispirano l'ordinamento.

## Cause di esclusione della colpevolezza
- Errore sul fatto (di fatto o di diritto)
- Errore sul precetto (quando l'ignoranza della legge sia inevitabile: cfr. illegittimità costituzionale dell'art. 5 c.p., dichiarata dalla Corte costituzionale con sentenza n. 364 del 1988)
- Stato di necessità, nell'ipotesi in cui si ritenga che abbia natura scusante e non scriminante

## Cause di non punibilità in senso stretto
Sono situazioni antecedenti o concomitanti al fatto di reato dalle quali deriva la non applicazione  della pena in virtù di un bilanciamento di interessi compiuto dal Legislatore. Tali circostanze escludono la mera punibilità e non intaccano minimamente il fatto che rimane reato (a differenza delle cosiddette scriminanti o cause di giustificazione, come ad esempio la legittima difesa, che eliminano il reato ab origine).
Da tale definizione discendono almeno due corollari di fondamentale importanza: in primo luogo, sembra opportuno precisare che la presenza di cause di non punibilità in senso stretto non incide sulle conseguenze civili del fatto, legittimando pertanto la persona offesa ad agire civilmente per ottenere il risarcimento del danno subito; in secondo luogo, queste non si estendono ad eventuali concorrenti nel reato che pertanto resteranno responsabili penalmente.

## Condizioni obiettive di punibilità e cause di non punibilità
Le condizioni obiettive di punibilità, come si ricava dalla duplice definizione individuata, consistono in quegli eventi estranei alla condotta illecita, da cui dipende la punibilità della condotta stessa (art.44 c.p.).
Per chi ritiene che la punibilità sia un elemento del reato, l'avverarsi della condizione di punibilità è un presupposto per il perfezionamento del reato.
Per chi invece ritiene che la punibilità non sia un elemento del reato, la struttura del reato è da ritenersi perfetta anche senza la punibilità e quindi a prescindere dalla successiva irrogazione della sanzione.
Si distinguono le condizioni obiettive di punibilità:
- improprie o intrinseche, che costituiscono un elemento del reato in progressione di offensività (es. pubblico scandalo rispetto all'incesto)
- proprie o estrinseche, che sono estranee all'offesa e che attengono al perfezionarsi del reato (es. sorpresa in flagranza nel gioco d'azzardo ex art.720 c.p.)

Dalle condizioni di punibilità in senso sostanziale devono tenersi distinte le condizioni di punibilità in senso processuale (es. reati procedibili a querela).
In ordine infine alle connessioni con gli aspetti della colpevolezza, la punibilità che discenda dal verificarsi di una condizione obiettiva prescinde dalla volontà, e l'ordinamento imputa la responsabilità all'autore della condotta criminosa.
Come è reso palese dal significato delle parole, le condizioni obiettive di punibilità e le cause di non punibilità costituiscono il presupposto per l'"an" della sanzione.
La differenza fra le due discipline si ravvisa oggi, in seguito alla novella del 1990, nel regime d'imputazione: obiettivo per le condizioni di punibilità, soggettivo per le condizioni di non punibilità. 
Infatti, qualora l'agente si rappresenti un determinato fatto non rispondente alla realtà oggettiva, le circostanze aggravanti che potrebbero essergli addebitate oggettivamente non  gli verranno contestate.
Viceversa, nel caso egli si rappresenti la sussistenza di aggravanti, ma queste non siano effettivamente esistenti, egli non verrà punito per la semplice cogitatio.

## Differenze con altri istituti
Le cause di non punibilità, comunque intese, non hanno niente a che vedere, sotto il profilo dogmatico, con altri istituti del diritto penale, come le cause di estinzione del reato e le cause di estinzione della pena.